# Julia Großner
Julia Großner (* 4. Mai 1988 in Weimar) ist eine deutsche Beachvolleyballspielerin. Sie wurde 2017 Europameisterin und nahm mit unterschiedlichen Partnerinnen elfmal an den Deutschen Meisterschaften in Timmendorfer Strand teil.

## Karriere
Julia Großner begann 1997 in Erfurt mit dem Volleyball in der Halle und spielt seit 2003 im Sand. Mit Jenny Heinemann gewann sie 2004 die Deutsche Meisterschaft der C- und B-Jugend. 2006 spielte sie mit Katharina Schillerwein und 2007 mit Liane Lehmann auf nationalen Turnieren. Mit Frederike Fischer startete sie von 2008 bis 2010 national und international. 2009 wurde Julia Großner an der Seite von Britta Büthe U23-Europameisterin im russischen Jantarny.
Von 2011 bis 2016 spielte Großner mit Victoria Bieneck. Im ersten Turnier des Jahres 2013 belegte das Duo Bieneck/Großner beim CEV Satellite Turnier in Antalya (Türkei) den vierten Platz. Bei der WM in Stare Jabłonki erreichten Bieneck/Großner die Hauptrunde, wo sie gegen die Italienerinnen Cicolari/Menegatti ausschieden. Bei der deutschen Meisterschaft belegten Bieneck/Großner 2013 Platz fünf. 2014 gelang Bieneck/Großner bei den Anapa Open in Russland der erste Sieg auf der FIVB World Tour. Bei der Europameisterschaft und der deutschen Meisterschaft wurden sie 2014 jeweils Vierte. 2015 und 2016 gab es für Bieneck/Großner zahlreiche Top-Ten-Platzierungen auf der FIVB World Tour sowie jeweils Platz fünf bei den deutschen Meisterschaften.
Beim FIVB-Eröffnungsturnier 2017 in Fort Lauderdale spielte Großner zusammen mit Olympiasiegerin Kira Walkenhorst, deren reguläre Partnerin Laura Ludwig sich von einer Schulteroperation erholte. Großner/Walkenhorst gewannen zwei ihrer drei Pool-Play-Spiele und erreichten die KO-Runde, in der sie mit 0:2 gegen die Niederländerinnen Meppelink/Van Gestel verloren und das Turnier auf Rang 17 beendeten. Anschließend bildete Großner mit Nadja Glenzke ein neues deutsches Nationalteam, das am Bundesstützpunkt in Hamburg trainierte. Beim FIVB 5-Sterne-Turnier in Gstaad wurden Glenzke/Großner Neunte. Bei der Weltmeisterschaft in Wien erreichten sie als Gruppendritte die Lucky-Loser-Runde, in der sie sich gegen die Paraguayerinnen Filippo/Erika für die Hauptrunde qualifizierten. Hier schieden sie gegen ihre Landsfrauen Laboureur/Sude aus. Bei der EM in Jūrmala erreichten sie als Gruppendritte die KO-Phase und gelangten dann mit drei Siegen in deutschen Duellen, unter anderem gegen die Titelverteidigerinnen Ludwig/Walkenhorst, ins Halbfinale. Mit einem weiteren Sieg gegen die Polinnen Kołosińska/Gruszczyńska kamen sie ins Finale gegen das tschechische Duo Kolocová/Kvapilová und wurden Europameisterinnen. Während des Turniers wurde bekanntgegeben, dass Großner aus der zentralen Förderung des DVV gestrichen werden soll. Bei der deutschen Meisterschaft 2017 wurden Glenzke/Großner Siebte.
Im April 2018 beendete Großner ihre Beachvolleyball-Karriere.